# Magdalena Treitschke
Magdalena Treitschke, född 1788, död 1816, var en österrikisk ballerina. Hon var engagerad vid Burgtheater i Wien 1802-1811 och under denna tid en av de mest berömda ballerinorna i Europa.  
Hon föddes i Wien som syster till ballerinan Marie de Caro Narducci, och växte till stor del upp i London. Hon följde sedan systern i dennas engagemang i Frankrike och därefter Italien 1798-1802, innan de båda engagerades vid Hoftheater i Wien. Hon studerade under Noverre och Gallet och, sedan hon engagerats i Wien, under Louis Antoine Duport, som komponerade baletter för henne. Hon var under en följd av år Wienbalettens kanske främsta ballerina, och uppmärksammades särskilt för sina manliga roller inom baletten, varav en del framfördes med Therese Neaumann Duport (1797-1876) i den kvinnliga rollen. Hon var 1811-13 aktiv vid La Fenice i Venedig, och turnerade sedan Europa. Hon var under en tid engagerad vid Londons opera, där hon uppmärksammades som motspelare till Vestris. Under sina sista år som yrkesverksam plågades hon av en allt sämre hälsa och avled av överansträngning.  